# Papirusy z Elefantyny

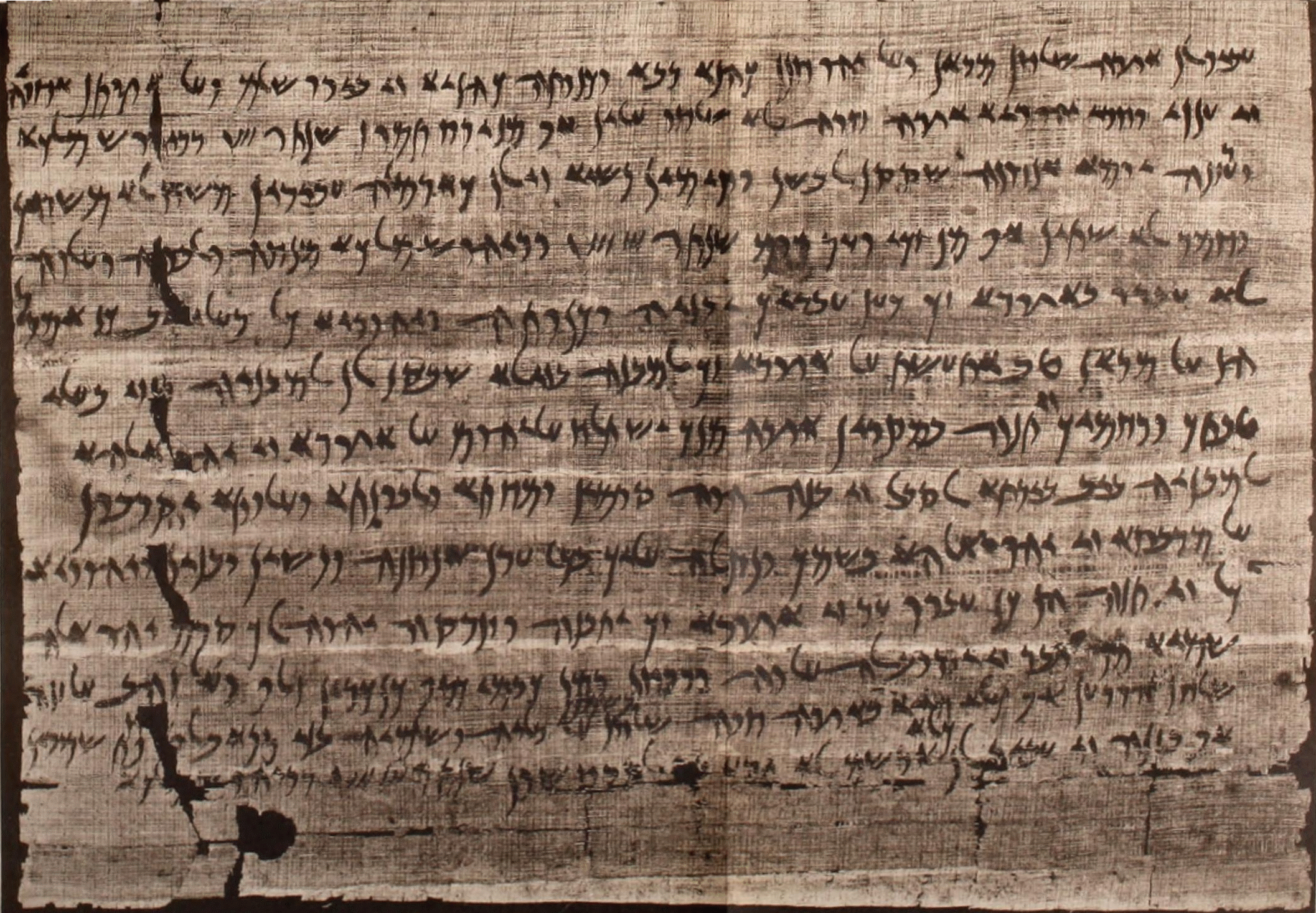
Przykładowy list z Elefantyny pochodzący z 17 roku panowania Dariusza II (407 roku p.n.e.) skierowany do Bagoasa, namiestnika Judei, dotyczący odbudowy świątyni Jahwe (Jahou, JHW) na Elefantynie zniszczonej przez pogan

Papirusy z Elefantyny – dokumenty spisywane przez wspólnotę żydowską na wyspie Elefantyna na przestrzeni setek lat począwszy od V wieku p.n.e.

## Podwójnie datowane dokumenty, V wiek p.n.e.
Papirusy z początków istnienia kolonii są szczególnie istotne dla historyków, gdyż potwierdzają istnienie cyklu Sotisa oraz umożliwiają precyzyjne określenie lat panowania królów Persji w V wieku przed Chrystusem.
Legenda tabeli:
- rok króla – rok rządów i imię króla perskiego zawarte w dokumencie
- egipska – data według cywilnego kalendarza egipskiego zawarta w dokumencie
- babilońska – data według kalendarza babilońskiego zawarta w dokumencie
- juliańska – data sporządzenia dokumentu według kalendarza juliańskiego obliczona na podstawie retrokalkulacji astronomicznych (lata przed Chrystusem); jako że Babilończycy, Żydzi i Persowie liczyli dni od zachodu do zachodu dokument mógł być sporządzony także w dniu następnym według kalendarza juliańskiego
- 1 Tot teor. – dzień w kalendarzu juliańskim, na który przypadać powinien 1. Tot (1. dzień 1. miesiąca cywilnego kalendarza egipskiego) przy założeniu, iż:

a) w latach 139-142 n.e. 1 Tot wypadał 19 lipca (patrz datowanie sotisowe)
b) w latach 136-139 n.e. 1 Tot wypadał 20 lipca (patrz datowanie sotisowe)
- 1 Tot prakt. – dzień w kalendarzu juliańskim, na który przypadł 1. Tot (1. dzień 1. miesiąca cywilnego kalendarza egipskiego) według dokumentu (obliczony według egipskiej daty zawartej w dokumencie ustalonej przy pomocy daty babilońskiej zawartej w dokumencie, która z kolei została obliczona na podstawie retrokalkulacji astronomicznych)
- 1 Nisan – dzień w kalendarzu juliańskim (lata przed Chrystusem), na który przypadał początek 1. Nisan (1. dnia 1. miesiąca kalendarza babilońskiego) według dokumentu (obliczony według daty babilońskiej zawartej w dokumencie, która z została obliczona na podstawie retrokalkulacji astronomicznych); jako że dni u Babilończyków, Persów i Żydów liczone były od zachodu do zachodu 1 Nisan trwał do zachodu następnego dnia według kalendarza juliańskiego

Uwagi:
Dane zamieszczone w tabeli zostały opracowane w oparciu o:
- Sacha Stern. ucl.ac.uk. [zarchiwizowane z tego adresu (2007-03-13)]., The Babylonian Calendar at Elephantine z Zeitschrift für Papyrologie und Epigraphik 130 (2000) 159-171;
- A. E. Cowley, Aramaic Papyri of the Fifth Century B.C., Oxford, 1923;
- E. G. Kraeling, The Brooklyn Museum Aramaic Papyri, New Haven, 1953;
- obliczenia dokonane przy pomocy oprogramowania Starry Night Backyard zakładając obserwacje z Elefantyny (24°05′N, 32°56′E) o zachodzie słońca (umownie przy wysokości kątowej słońca -0°32.5′)

| DOKUMENT           | DOKUMENT         | DOKUMENT           | OBLICZENIA (data juliańska p.n.e.) | OBLICZENIA (data juliańska p.n.e.) | OBLICZENIA (data juliańska p.n.e.) | OBLICZENIA (data juliańska p.n.e.) |
| rok króla          | egipska          | babilońska         | juliańska                          | 1 Tot teor.                        | 1 Tot prakt.                       | 1 Nisan                            |
| ------------------ | ---------------- | ------------------ | ---------------------------------- | ---------------------------------- | ---------------------------------- | ---------------------------------- |
| 15. Kserkses I     | 28 Pachons (IX)  | 18 Elul (VI)       | 11-12(12-13) września 471          | 19ab grudnia                       | 18/19(19/20) gru 471               | 31 mar – 1 kwi 471                 |
| 21. Kserkses I     | 17 Tot (I)       | 18 Kislew (IX)     | (1-2)2-3 stycznia 464              | 17ab grudnia                       | (16/17)17/18 gru 465               | 23-24 kwietnia 465                 |
| 6. Artakserkses I  | 21 Mesore (XII)  | 21 Kislew (IX)     | (29-30)30 lis – 1 gru 459          | 16ab grudnia                       | (14/15)15/16 gru 459               | 19-20 marca 459                    |
| 9. Artakserkses I  | 4 Tot (I)        | 7 Kislew (IX)      | (12-13)13-14 grudnia 456           | 15ab grudnia                       | (9/10)10/11 gru 456                | 14-15 kwietnia 456                 |
| 14. Artakserkses I | 25 Famenot (VII) | 20 Siwan (III)     | 6-7 lipca 451                      | 14ab grudnia                       | 14/15 grudnia 451                  | 19-20 kwietnia 451                 |
| 19. Artakserkses I | 10 Mesore (XII)  | 2 Kislew (IX)      | 18-19 listopada 446                | 12a, 13b gru                       | 14/15 grudnia 446                  | 25-26 marca 446                    |
| 25. Artakserkses I | 19 Pachons (IX)  | 14 Aw (V)          | 26-27 sierpnia 440                 | 11ab grudnia                       | 11/12 grudnia 440                  | 17-18 kwietnia 440                 |
| 28. Artakserkses I | 9 Pajni (X)      | 7 Elul (VI)        | 14-15 września 437                 | 10ab grudnia                       | 10/11 grudnia 437                  | 13-14 kwietnia 437                 |
| 31. Artakserkses I | 25 Epifi (XI)    | 25 Tiszre (VII)    | 29-30 października 434             | 9a, 10b gru                        | 9/10 grudnia 434                   | 12-13 kwietnia 434                 |
| 38. Artakserkses I | 7 Famenot (VII)  | 20 Siwan (III)     | 11-12 czerwca 427                  | 8ab grudnia                        | 7/8 grudnia 427                    | 25-26 marca 427                    |
| [4.] Dariusz II    | 8 Farmuti (VIII) | 8 Tammuz (IV)      | 10-11(11-12) lipca 420             | 6ab grudnia                        | 5/6(6/7) gru 420                   | 6-7 kwietnia 420                   |
| 8. Dariusz II      | 22 Pajni (X)     | 6 Tiszre (VII)     | 21-22 września 416                 | 5ab grudnia                        | 4/5 grudnia 416                    | 24-25 marca 416                    |
| 9. Dariusz II      | 12 Tot (I)       | 3 Kislew (IX)      | 16-17 grudnia 416                  | 5ab grudnia                        | 5/6 grudnia 416                    | 22-23 kwietnia 416                 |
| 14. Dariusz II     | 9 Atir (III)     | 24 Szewat (XI)     | 10-11 lutego 410                   | 4ab grudnia                        | 4/5 grudnia 411                    | 28-29 marca 411                    |
| 1. Artakserkses II | 29 Mesore (XII)  | 24 Cheszwan (VIII) | 25-26 listopada 404                | 2ab grudnia                        | 2/3 grudnia 404                    | 9-10 kwietnia 404                  |
| 3. Artakserkses II | 8 Koiak (IV)     | 20 Adar (XII)      | 8-9 marca 402                      | 1a, 2b gru                         | 1/2 grudnia 403                    | 29-30 marca 403                    |

### Kalendarz żydowski z Elefantyny
Powyższa tabela ukazuje, iż kalendarz wspólnoty żydowskiej na Elefantynie opierał się na kalendarzu babilońskim, jeżeli chodzi o nazwy miesięcy oraz początek roku w okresie równonocy wiosennej. Z drugiej zaś strony można zauważyć, iż (inaczej niż u Babilończyków) żydowski rok kalendarzowy mógł się rozpocząć kilka dni przed równonocą, czego przykładem jest dokument z 6. roku Artakserksesa I, który wskazuje na początek roku kalendarzowego dnia 19 marca 459 p.n.e. (w V wieku przed Chrystusem równonoc wiosenna przypadała na 25 lub 26 marca w kalendarzu juliańskim). Tym niemniej, wszystkie pozostałe dokumenty z V wieku p.n.e. wskazują na początek roku kalendarzowego w dniu równonocy wiosennej lub później (24 marca – 23 kwietnia). Drobna niezgodność kalendarza żydowskiego z kalendarzem babilońskim mogła wynikać z innych podstaw dla wyznaczania początku roku kalendarzowego. Dla Babilończyków punktem odniesienia był dzień równonocy wiosennej, zaś dla Izraelitów okres dojrzewania jęczmienia, który pozwalał na ofiarowanie pierwszych kłosów na Paschę (stąd starożytna hebrajska nazwa miesiąca Nisan brzmiała Abib, czyli ‘kłosy’). Czasami jęczmień dojrzewał wcześniej niż zwykle i wówczas żydowski rok kalendarzowy mógł się rozpocząć przed równonocą wiosenną.

### Zgodność zdatowaniem sotisowym
Analiza danych przedstawionych w tabeli nie tylko dowodzi istnienia cyklu sotisowego, lecz także potwierdza jego przydatność dla datowania wydarzeń z I tysiąclecia przed Chrystusem. Jedynie w dokumencie z 19. roku rządów Artakserksesa I (18-19 listopada 446 p.n.e.) egipski rok kalendarzowy rozpoczął się 1 lub 2 dni później niż wskazywałoby na to datowanie sotisowe. We wszystkich pozostałych 15. przypadkach (zakładając, iż w dokumencie z 9. roku Artakserksesa I przeoczono dni epagomenalne) daty na dokumentach pokrywają się z przewidywaniami opartymi na założeniach:
a) w latach 139-142 n.e. 1 Tot wypadał 19 lipca,
b) w latach 136-139 n.e. 1 Tot wypadał 20 lipca.
Założenie b wydaje się bardziej prawdopodobne, gdyż wskazuje na zaledwie 1 dzień błędu w przypadku problematycznej daty z 19. roku Artakserksesa I oraz bardziej pokrywa się z informacjami Censorinusa niż założenie a (patrz datowanie sotisowe). Taka interpretacja sugerowałaby, iż w roku 139 n.e. nastąpiło zakończenie cyklu sotisowego w tym sensie, że obchodzono wówczas po raz ostatni początek roku astronomicznego w ostatnim dniu roku kalendarzowego, zaś nowy cykl rozpoczął się w roku 140 n.e. Oznaczałoby to także, iż zarówno w V wieku p.n.e., jak i w II wieku n.e. Egipcjanie świętowali wschód Sopdet 19 lipca według kalendarza juliańskiego.